# NGC 711
NGC 711 est une galaxie lenticulaire située dans la constellation du Bélier. NGC 711 a été découverte par l'astronome français Édouard Stephan en 1881.

## Caractéristiques
Sa vitesse par rapport au fond diffus cosmologique est de 4 628 ± 20 km/s, ce qui correspond à une distance de Hubble de 68,3 ± 4,8 Mpc (∼223 millions d'al).
NGC 711 présente une large raie HI.

## Groupe d'UGC 1384
NGC 711 fait partie du groupe d'UGC 1384 en compagnie de IC 1736 et de 7 autres galaxies.